# Polestar 1

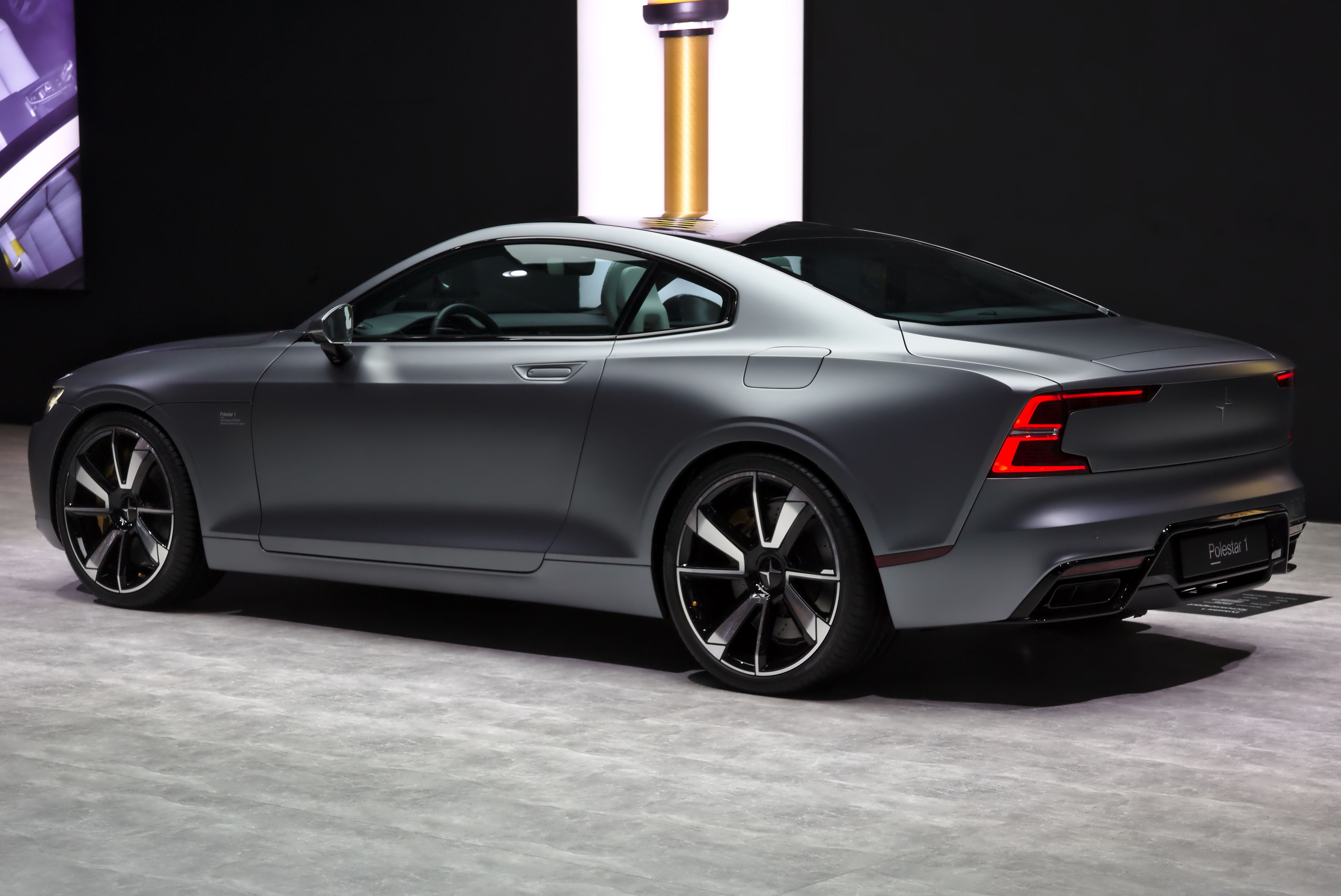
Heckansicht

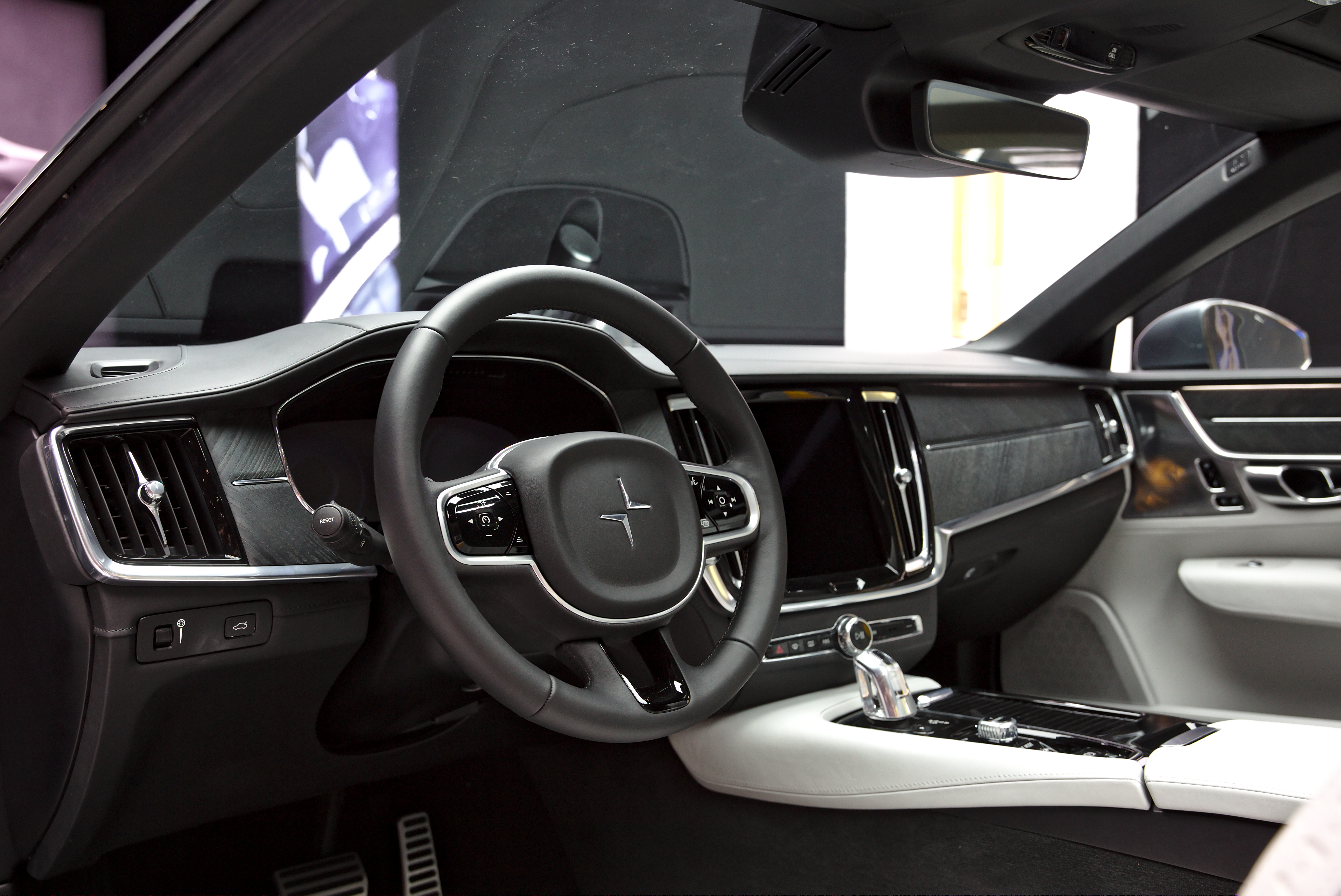
Innenansicht

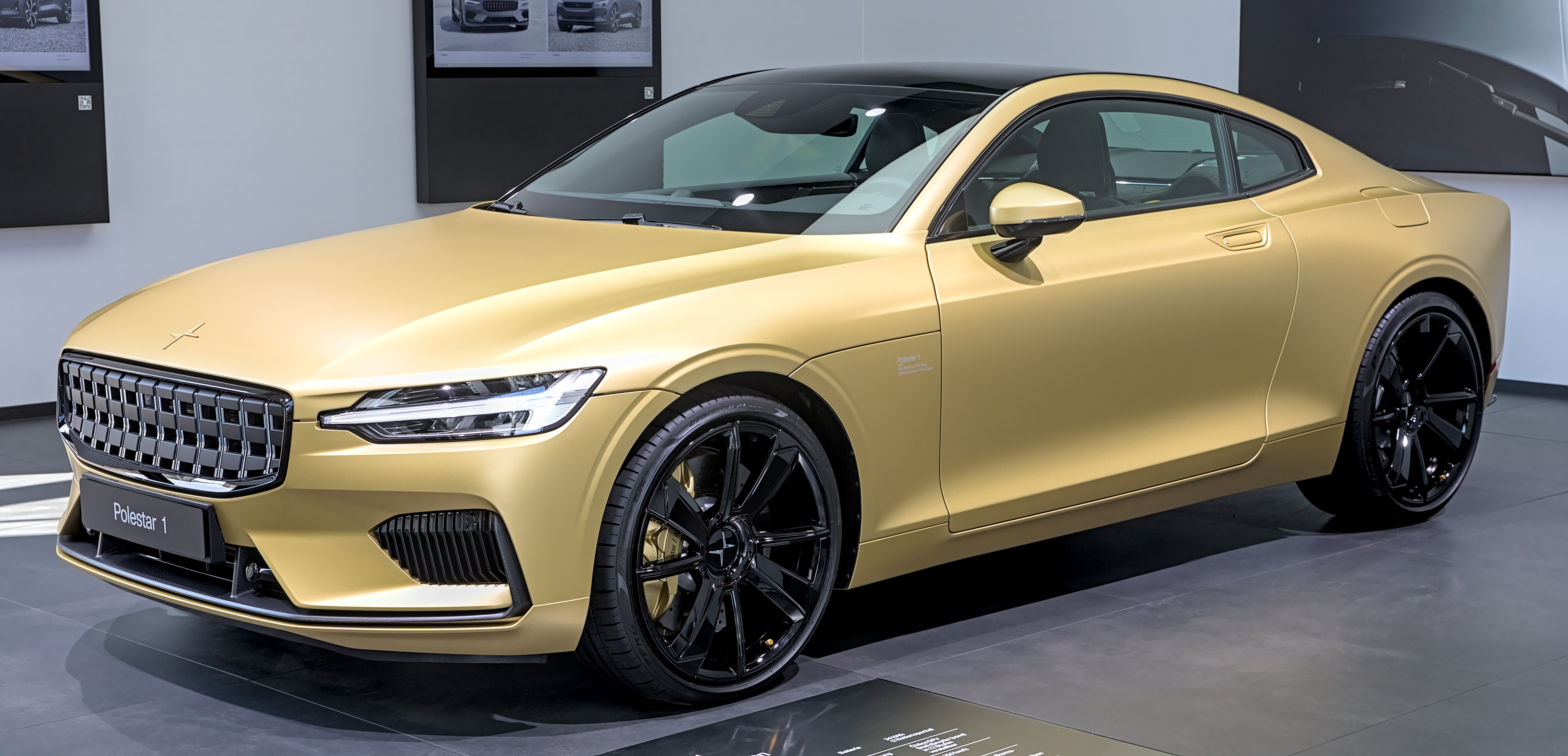
Polestar 1 Special Edition auf der IAA 2021

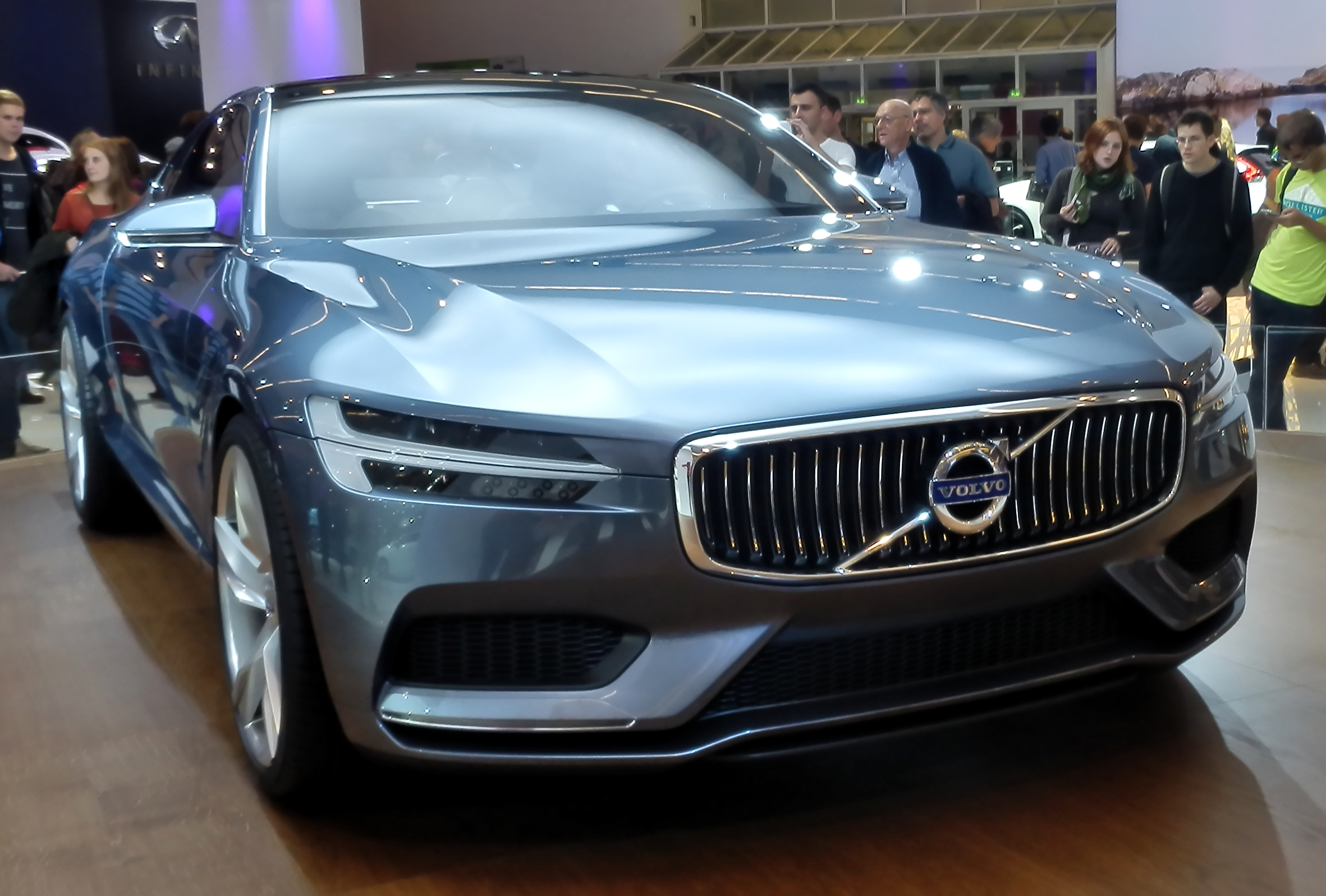
Volvo Concept Coupé auf der IAA 2013

Der Polestar 1 ist ein Plug-in-Hybrid-Sportwagen der zu Volvo gehörenden Marke Polestar.

## Geschichte
Vorgestellt wurde der Polestar 1 als erstes eigenständiges Modell der Marke im Oktober 2017 in Shanghai von Thomas Ingenlath. Das 155.000 Euro teure Serienmodell wurde ab Herbst 2019 im chinesischen Chengdu produziert. Das Modell ist auf 1500 Exemplare, die innerhalb von drei Jahren gefertigt wurden, limitiert. Zum Abschluss gab es 25 Exemplare einer in gold lackierten Special Edition.
Einen ersten Ausblick auf das Coupé wurde bereits auf der Internationalen Automobil-Ausstellung 2013 in Frankfurt am Main mit dem Volvo Concept Coupé präsentiert. Damals war nicht geplant, ein solches Modell in Serie zu bauen.

## Technik
Technisch baut das Fahrzeug auf der 2014 im Volvo XC90 eingeführten Scalable Product Architecture (SPA)-Plattform auf. Angetrieben wird das Coupé von einem Zweiliter-Ottomotor mit 227 kW (309 PS) in Kombination mit einem 50 kW (68 PS) starken Startergenerator an der Vorderachse sowie zwei zusammen 171 kW (232 PS) starken Elektromotoren an der Hinterachse. Der Plug-in-Hybrid-Antrieb ermöglicht in Kombination mit einem 34 kWh-Akkumulator eine elektrische Reichweite nach NEFZ von bis zu 130 km. Auf 100 km/h beschleunigen soll der Polestar 1 in 4,2 Sekunden, die Höchstgeschwindigkeit gibt der Hersteller mit 250 km/h an.

## Technische Daten
|                                             | Polestar 1                      |
| ------------------------------------------- | ------------------------------- |
| Bauzeitraum                                 | 10/2019–12/2021                 |
| Motorkenndaten                              |                                 |
| Motortyp                                    | R4-Ottomotor + 3 Elektromotoren |
| Motoraufladung                              | Kompressor und Turbolader       |
| Hubraum                                     | 1969 cm³                        |
| max. Leistung Verbrennungsmotor bei min−1   | 227 kW (309 PS) / 6000          |
| max. Leistung Elektromotor vorn             | 50 kW (68 PS)                   |
| max. Leistung Elektromotoren hinten         | 171 kW (232 PS)                 |
| max. Systemleistung                         | 448 kW (609 PS)                 |
| max. Drehmoment Verbrennungsmotor bei min−1 | 370 Nm                          |
| max. Drehmoment Elektromotor vorn           | 150 Nm                          |
| max. Drehmoment Elektromotoren hinten       | 480 Nm                          |
| max. Systemdrehmoment                       | 1000 Nm                         |
| Kraftübertragung                            |                                 |
| Antrieb                                     | Allradantrieb                   |
| Getriebe                                    | 8-Stufen-Automatikgetriebe      |
| Messwerte                                   |                                 |
| Höchstgeschwindigkeit                       | 250 km/h                        |
| Beschleunigung, 0–100 km/h                  | 4,2 s                           |
| Kraftstoffverbrauch auf 100 km (kombiniert) | 1,3 l Super                     |
| CO2-Emissionen, kombiniert:                 | 30 g/km                         |
| Tankinhalt                                  | 60 l                            |
| Batterie (Lithium-Ionen)                    | 34 kWh                          |
| elektrische Reichweite                      | 130 km                          |

## Zulassungszahlen in Deutschland
2020 wurden in der Bundesrepublik Deutschland 24 Polestar 1 neu zugelassen. 2021 waren es 16 und 2022 nochmals 24 Einheiten.
|  |

|  |

|  |

|  |

|  |

|  |

|  |

|  |

|  |

|  |

|  |

|  |

|  |

|  |

|  |

|  |

|  |

|  |

|  |

|  |

|  |

|  |

|  |

|  |

|  |

|  |

|  |

|  |

|  |

|  |

|  |

|  |

|  |

|  |

|  |

|  |

|  |

|  |

|  |

|  |

|  |

|  |

|  |

|  |

|  |

|  |

|  |

|  |

|  | Coupé (64) |

|  | Coupé (64) |